# Hyalolaena viridiflora
Hyalolaena viridiflora är en flockblommig växtart som beskrevs av Kljuykov. Hyalolaena viridiflora ingår i släktet Hyalolaena och familjen flockblommiga växter. Inga underarter finns listade i Catalogue of Life.